# Gijou
Le Gijou est une rivière française qui coule dans le département du Tarn. C'est un affluent de l'Agout en rive droite, donc un sous-affluent de la Garonne par le Tarn.

## Géographie

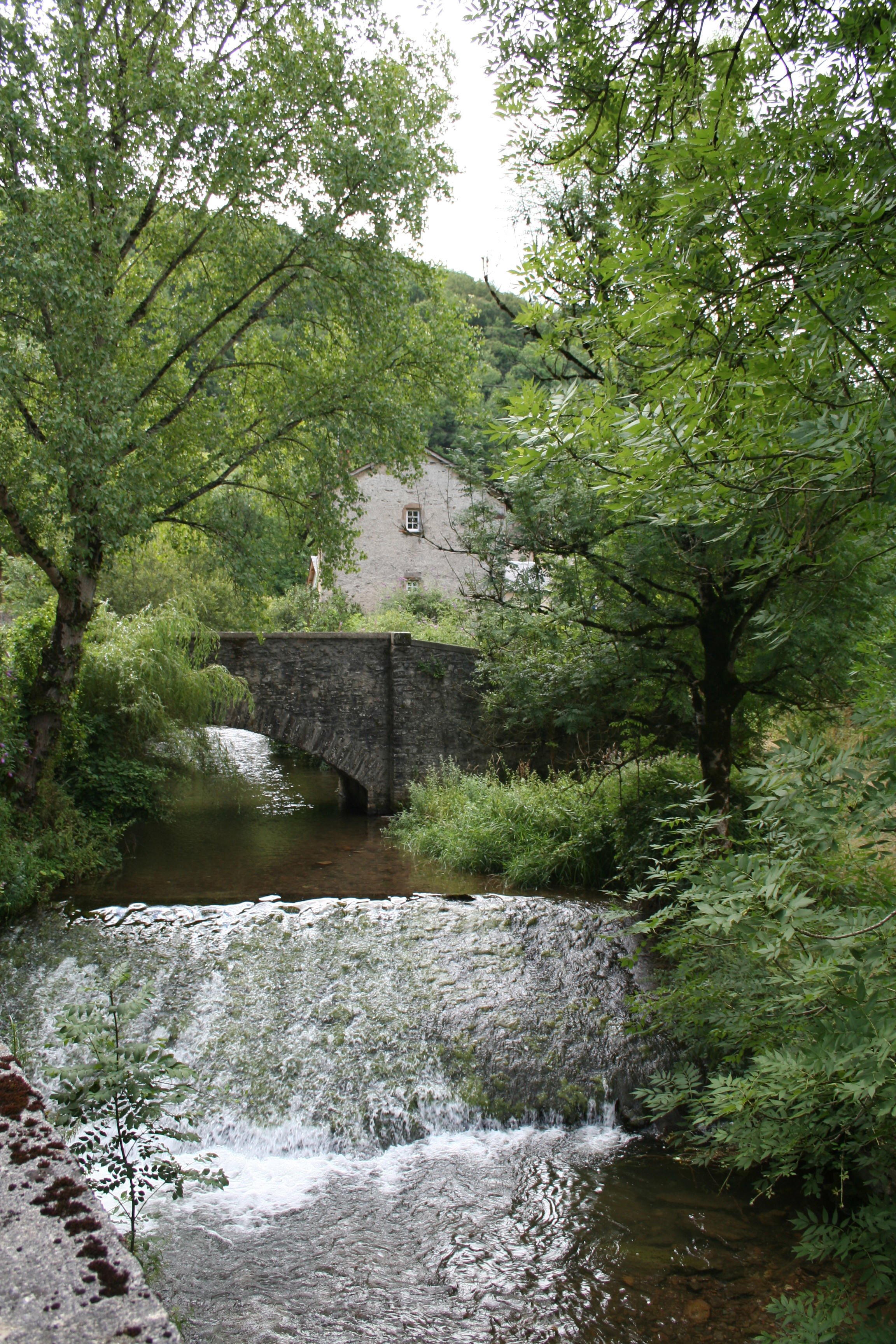
Le Gijou à Gijounet.

De 50,1 km de longueur, le Gijou prend sa source dans les monts de Lacaune sur la commune de Lacaune dans le Tarn et se jette en rive droite dans l'Agout près de Vabre.

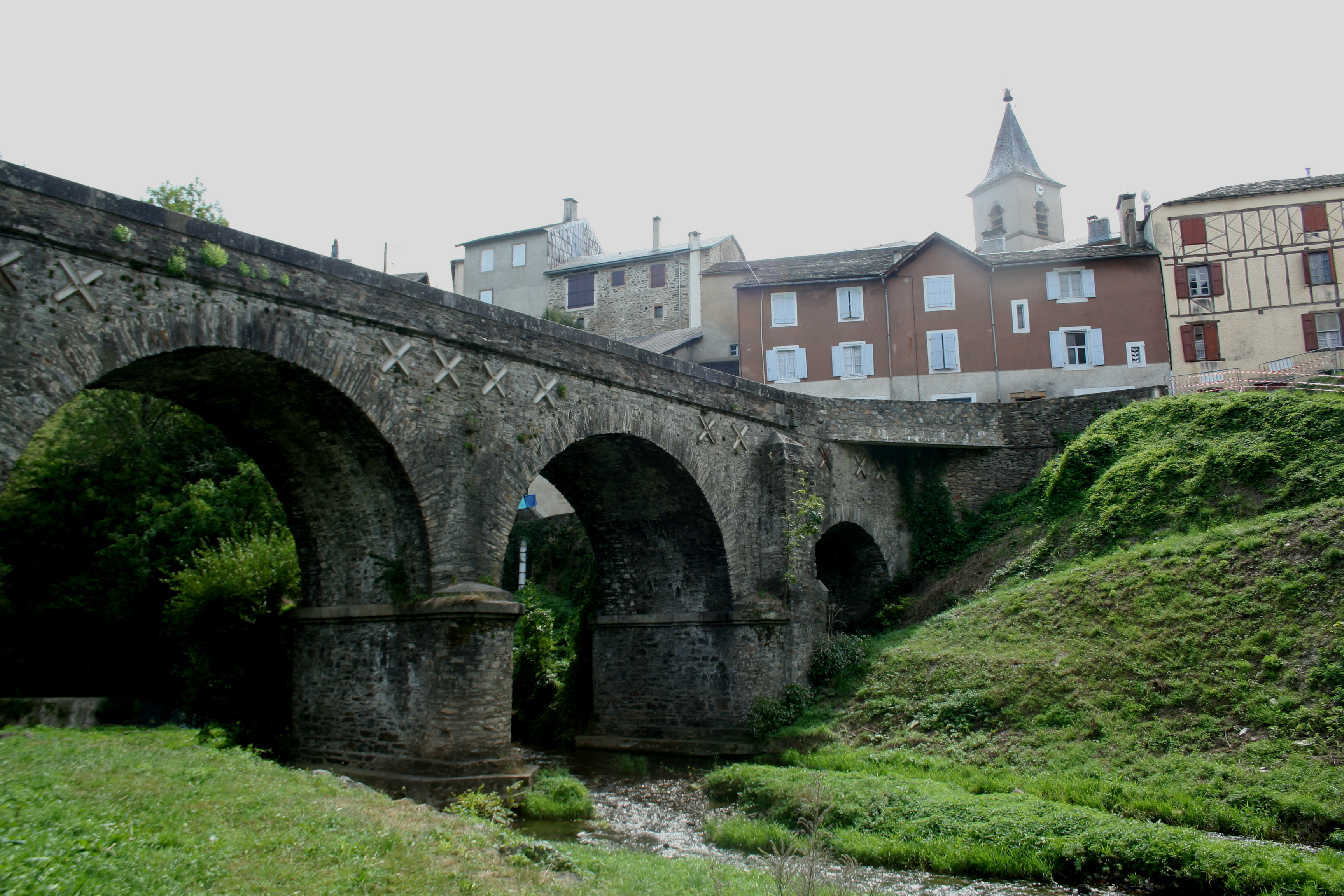
Le Gijou dans Lacaze

### Communes et cantons traversés
- Tarn : Lacaune, Gijounet, Viane, Saint-Pierre-de-Trivisy, Lacaze, Vabre.

## Principaux affluents
- Le Ruisseau de Gijoussel 12,7 km
- Le Limes 10,1 km
- Le Berlou 20,8 km
- Le Ruisseau de Sepval 6,2 km
- Le Ruisseau de Gréziès 3,9 km

## Hydrologie
- Débit minimal (à Vabre) : 0,7 m3/s
- Débit maximal (à Vabre) : 139 m3/s (crue du 11 décembre 1940)

Le Gijou est une rivière fort abondante bénéficiant des importantes précipitations de la région des monts de Lacaune notamment. Son débit a été observé pendant une période de 88 ans (1921-2008), à Vabre, localité du département du Tarn, située peu avant son confluent avec l'Agout. Le bassin versant de la rivière est de 208 km2.
Le module de la rivière à Vabre est de 4,63 m3/s.
Le Gijou présente des fluctuations saisonnières de débit bien marquées. Les hautes eaux se déroulent en hiver et au printemps, et portent le débit mensuel moyen à des niveaux situés entre 5,50 et 8,37 m3/s, de décembre à mai inclus (maximum en février). Dès fin mai, le débit diminue fortement ce qui conduit rapidement à la saison des basses eaux. Celles-ci ont lieu en été et au début de l'automne, de juillet à octobre, entraînant une baisse du débit moyen mensuel allant jusque 1,4 m3/s aux mois d'août et de septembre, ce qui reste d'ailleurs très confortable.

### Étiage ou basses eaux
Cependant, le VCN3 peut chuter jusque 0,640 m3/s, en cas de période quinquennale sèche, soit 640 litres par seconde, ce qui est toujours loin d'être sévère.

### Crues
D'autre part, les crues peuvent être assez importantes. Les QIX 2 et QIX 5 valent respectivement 46 et 70 m3/s. Le QIX 10 vaut 85 m3/s, tandis que le QIX 20 est de 100 m3/s. Enfin le QIX 50 se monte à 120 m3/s.
Le débit instantané maximal enregistré à Vabre a été de 104 m3/s le 4 février 2003 et d'au moins 139 m3/s le 11 décembre 1940, puisque telle était la valeur journalière enregistrée ce jour-là. En comparant ce dernier chiffre aux valeurs des différents QIX de la rivière, il apparaît que cette crue de décembre 1940 était largement supérieure à la crue cinquantennale définie par le QIX 50 et donc tout à fait exceptionnelle. 
Le débit instantané maximal enregistré à Vabre a été de 200 m3/s le 1er février 2021.

### Lame d'eau et débit spécifique
La lame d'eau écoulée dans le bassin du Gijou est de 705 millimètres annuellement, ce qui est très élevé, largement supérieur à la moyenne d'ensemble de la France (320 millimètres par an), mais également à celle de l'ensemble du bassin versant de la Garonne (384 millimètres par an). Le débit spécifique (ou Qsp) atteint 22,3 litres par seconde et par kilomètre carré de bassin.